# Rábade
Rábade es un municipio de la provincia de Lugo, comunidad autónoma de Galicia, España.

## Geografía
Integrado en la comarca de Lugo, geográficamente pertenece a la Tierra Cha lucense. Dista 17 kilómetros del centro de la capital provincial. Es el segundo municipio más pequeño en extensión de Galicia, con una superficie de 5,16 km². El término municipal está atravesado por la Autovía del Noroeste A-6 entre los pK 509 y 511, además de por la antigua carretera N-VI y por las carreteras provinciales LU-111, que permite la comunicación con Cospeito, y por la LU-541, que se dirige hacia Vilalba. 
El relieve del municipio es prácticamente llano, por el que discurre el río Miño, que hace de límite con Otero de Rey por el este. La altitud oscila entre los 413 metros al suroeste y los 390 a orillas del río Miño. El pueblo se alza a 398 metros sobre el nivel del mar. 
| Noroeste: Begonte                  | Norte: Begonte      | Noreste: Begonte y Outeiro de Rei |
| Oeste: Begonte                     |                     | Este: Outeiro de Rei              |
| Suroeste: Begonte y Outeiro de Rei | Sur: Outeiro de Rei | Sureste: Outeiro de Rei           |

## Naturaleza
El entorno natural del río Miño es el inicio de la "Copa Miño de Piragüismo". 
La zona conocida como As Insuas que como su nombre indica está formada por islas que se encuentran en medio del río. Es posible transitar por ellas y cruzar de una a otra gracias a la existencia de varios puentes y senderos.

## Historia
El municipio surge en 1925 al segregarse del municipio de Begonte. 
Rábade participó en la asamblea de Concejos de Galicia de 1932 para la propuesta del Estatuto de autonomía de Galicia. En 1935 el gobierno le concede el título de villa. En 1950 pasa a denominarse Rábade en vez de San Vicente de Rábade.
En el Museo Diocesano de Lugo se conserva una lápida sepulcral escrita con caracteres visigóticos encontrada en sus cercanías. Su texto es el siguiente: ODOVIA IN PACE VIVAS ERA DCCCC A. Por lo tanto se corresponde con la era 930, es decir, el año 892.
Está bastante fundamentada la posibilidad de que, durante la dominación sueva, fuese un Coto Real.
En Tras do Regueiro, zona vieja de Rábade, se halla un roble centenario.

## Geografía humana

### Organización territorial
El municipio está formado por una entidad de población distribuida en una parroquia:
- Rábade (San Vicente)[4][7]

### Demografía
Cuenta con una población de 1499 habitantes (INE 2024).
| Gráfica de evolución demográfica de Rábade entre 1930 y 2021 |
| |
| Población de derecho según los censos de población del INE Población de hecho según los censos de población del INEEn estos censos se denominaba San Vicente de Rábade: 1930, 1940, 1950, 1960 y 1970 Entre el censo de 1930 y el anterior, aparece este municipio porque se segrega del municipio 27007 (Begonte) |

### Economía
Rábade constituía un pequeño enclave "urbano" a finales del siglo XX al contar con un desarrollo industrial y comercial notable. Hoy en día, el pueblo apenas tiene el 10% de los comercios y empresas que tenía hace 50 años.
Su desarrollo y posterior segregación del municipio de Begonte comienza por la llegada de la estación de ferrocarril,  al ser cruce de las carreteras de comunicación entre Madrid y La Coruña con la parte Norte de la provincia (Tierra Llana y La Mariña) estableciéndose almacenes de distribución de mercancías (en principio alimentación y vino) proveniente de León y La Mancha

## Ferias y festividades
- Ferias los días 2 y 22 de cada mes que se celebran en el "Campo da Feira".
- Celebra sus fiestas patronales los días 22 y 23 enero y el 15 de agosto se honra a la Asunción de María, con diversos días de actividades lúdicas.